# Kunststiftung Poll
Die Kunststiftung Poll befindet sich in Berlin.

## Zielsetzung
Die Kunststiftung Poll wurde 1986 in Berlin gegründet. Ziel der Stiftung ist die Förderung und Erforschung figurativer Kunst im 20. Jahrhundert. Sie setzt sich dafür ein, dass bestimmte künstlerische Einzelpositionen des Realismus, unabhängig von Tagesmoden oder Marktentwicklungen, für die Öffentlichkeit zugänglich bleiben, fachkundig betreut werden und wissenschaftliche Aufmerksamkeit erfahren.

## Sammlung
Grundlage der Kunstsammlung der Stiftung, die seit einigen Jahren nach Bestätigung der zuständigen Landesbehörde Museumseigenschaft besitzt, bilden die künstlerischen Nachlässe, Zustiftungen und Werkgruppen von Herbert Kaufmann, Christel und Hermann Poll, Peter Sorge, Maina-Miriam Munsky u. a. sowie Arbeiten europäischer Künstler, die sich in der zweiten Hälfte des 20. Jahrhunderts ebenfalls der figurativen Malerei und Skulptur gewidmet haben. Die Stiftung bemüht sich weiterhin um Werke, die sich sowohl mit aktuellen gesellschaftlichen Erscheinungen als auch mit den großen realistischen Strömungen der ersten Hälfte des 20. Jahrhunderts auseinandersetzen. Im Aufbau befindet sich eine fotografische Sammlung, deren Kern das Archiv des 2004 verstorbenen Künstlerfotografen Erhard Wehrmann bildet.

## Galerie
Seit 1997 zeigt die Kunststiftung in der von ihr geführten Galerie in der ehemaligen Musikschule Mitte regelmäßig Ausstellungen nicht nur aus den Beständen, sondern auch aktuelle Arbeiten von zeitgenössischen Künstlern wie Oz Almog, Stefan Höller, Susanne Knaack oder Esther Shalev-Gerz, und hier mit Schwerpunkt Fotografie wie Göran Gnaudschun, Doug Hall, Thomas Leuner, Irina Liebmann oder Gabriele und Helmut Nothhelfer. Eigene wissenschaftliche Projekte ergänzen die Arbeit der Stiftung, die von einem Beirat unterstützt wird, der aus Künstlern, Museumsdirektoren, Kunstkritikern und Sammlern zusammengesetzt ist.

## Standort
In der Gipsstraße 3 befand sich das erste katholische Altenpflegeheim Berlins, das 1780 gegründet wurde. Heute ist davon als Einzeldenkmal nur noch der rechte Seitenflügel des Erweiterungsbaus erhalten. Nach dem Bau des St. Hedwig-Krankenhauses in der Großen Hamburger Straße wurde das Alters- und Pflegeheim in der Gipsstraße 3 nicht mehr benötigt und ging an die jüdische Gemeinde, die hier 1891 den "Ersten Israelitischen Volkskindergarten und Hort" einrichtete und 1913 das Gebäude-Ensemble durch einen Klassentrakt in Kappenbauweise ergänzte. Nachdem 1942 im nationalsozialistischen Deutschland alle jüdischen Tagesstätten und Kinderheime geschlossen worden waren, wurde die Gipsstraße 3 in eines der berüchtigten Sammellager für Kinder umgewandelt. Im Herbst 1942 wurden alle Kinder aus der Gipsstraße 3 nach Auschwitz deportiert. Im Juni 1940 musste das Eigentum am Grundstück Gipsstraße 3 auf die "Reichsvereinigung der Juden in Deutschland" und im Juni 1942 an die "Nationalsozialistische Volkswohlfahrt" übertragen werden. Nach 1950 erfolgter Überführung des Grundstücks in das Eigentum des Volkes wurde 1948 in der Gipsstraße 3 die Musikschule des Stadtbezirks Mitte eingerichtet, die zu den drei ältesten Einrichtungen ihrer Art im Ostteil Berlins gehört. 1996 wurde das Grundstück an die Conference on Jewish Material Claims against Germany, Inc. New York (USA), restituiert, von der es die GbR Gipsstraße 3 im Jahre 1997 erwarb und nach den Entwürfen des Architekten Jürgen Pleuser zu einem Kunst-, Verlags- und Atelierhaus ausbauen ließ. Im 1998 wurde die im Vorjahr in Kassel gezeigte documenta-Arbeit "KINO" des Wiener Künstlers Peter Friedl als permanente Installation auf dem im Hof befindlichen Gasheizhaus montiert. Im Hof selbst befindet sich als wichtiges Beispiel in der DDR entstandener Bildhauerkunst der 50er Jahre das "Verhör in Algerien" von Genni Wiegmann-Mucchi (1895–1969).

## Projekte
- 2003/04: Gall is sweet, my love! Das Ausstellungsprojekt befasste sich mit den in den 60er und 70er Jahren von Malern und Grafikern des Realismus bevorzugt herangezogenen fotografisch geprägten Bildformen und Wahrnehmungsmustern, Kunststiftung Poll in Zusammenarbeit mit der Galerie Eva Poll
- 2005: Spurensicherung – Zwischen Figuration und Abstraktion: Hermann Kirchberger, Becky Sandstede, Christel Poll
- 2005: Erhard Wehrmann, documentamomente – Fotoportraits von documenta Künstlern in Kassel und Berlin
- 2007: Als Kunstkritik noch Wirkung zeigte… Schreiben für die Kunst – Das Lesebuch Heinz Ohff (2. Aufl.)
- 2009: Ein anderer Blickwinkel auf dem Berliner Kunstsalon
- 2009: Ursula Kelm, Berliner Gesichter
- 2011: Bilder des Lichts und der Stille, Werkdokumentation Hermann Poll
- 2012/13: Nach 175 Jahren – Die Göttinger Sieben auf dem Garnisonkirchplatz in Berlin-Mitte. Installation der Plastik "Die Sieben Gesten des aufrechten Ganges" von Sabina Grzimek
- 2013/14: Begegnungen in Arkadien. Deutsche Maler auf Ischia 1945-1955, Zitadelle Spandau – Bastion Kronprinz
- 2014: Großgörschen 35. Aufbruch zur Kunststadt Berlin 1964. 6. Juni – 10. August. Haus am Kleistpark in Kooperation mit der Kunststiftung Poll
- 2016/2017: Einblick in die Sammlung. 30 Jahre Kunststiftung Poll (vierteilige Ausstellungsreihe)

## Vorstand und Kuratorium
Die Arbeit der Kunststiftung wird von einem Beirat unterstützt, der sich aus Künstlern, Museumsdirektoren, Kunstkritikern und Sammlern zusammensetzt.
Geschäftsführer ist Lothar C. Poll. Der Beirat besteht aus Eckhart Gillen, Arnold Heidemann, Ralf Kerbach, Heinz Nicklisch†, Heinz Ohff†, Eberhard Roters†, Karl Ruhrberg†, Jan Schüler, Peter Sorge† und Jürgen Waller.

## Publikationen (Auswahl)
- Erhard Wehrmann: Fifteen Artists, Fotoporträts von documenta-Künstlern, 2005.
- Berliner Gesichter – Ursula Kelm, Fotografien 1987-2007. Infopress-Verlag, Berlin 2007, ISBN 978-3-931759-13-1.
- Joachim Schmettau, Skulpturen und Architekturmodelle. Infopress-Verlag, Berlin 2007, ISBN 978-3-931759-21-6.
- Wilhelm Schläger – Ein Outsider. Mit einem Vorwort von Lothar C. Poll und Texten von Jacques Naoum, Kurt Mühlenhaupt, Lucie Schauer, Infopress-Verlag, Berlin 2007, ISBN 978-3-931759-06-3.
- Lothar C. Poll (Hrsg.): Bilder des Lichts und der Stille, Werkdokumentation Hermann Poll, mit Beiträgen von Jürgen Schilling, Joerg Probst, Claus-Dieter Fröhlich, Eberhard Roters, Berlin 2011, ISBN 978-3-931759-30-8.
- Jan Schüler und Kunststiftung Poll, Berlin (Hrsg.): Maina-Miriam Munsky. Die Angst wegmalen. Bestandsverzeichnis der Gemälde und Zeichnungen 1964-1998. Mit einem Vorwort von Eva und Lothar C. Poll und Texten von Jan Schüler, Eckhart Gillen, Lucie Schauer, Heinz Ohff, Verlag Kettler, Bönen 2013, ISBN 978-3-86206-292-8.
- Kunststiftung Poll (Hrsg.), Begegnungen in Arkadien. Maler auf Ischia um 1950: Eduard Bargheer, Werner Gilles, Hermann Poll, Max Peiffer Watenphul. Mit einem Vorwort von Lothar C. Poll und Texten von Jürgen Schilling, Jörg Probst, Verlag Kettler, Bönen 2013, ISBN 978-3-86206-291-1.
- Eckhart J. Gillen (Hrsg.): Großgörschen 35. Aufbruch zur Kunststadt Berlin 1964. Ausstellungskatalog mit Texten von Barbara Esch Marowski, Lothar C. Poll, Eckhard J. Gillen. Haus am Kleistpark in Kooperation mit der Kunststiftung Poll, Berlin 2014.
- Einblick in die Sammlung. 30 Jahre Kunststiftung Poll. Mit einem Interview von Eva und Lothar C. Poll von Jochen L. Stöckmann, einem Gespräch von Ralf Kerbach und Eckhart J. Gillen und einem Text von Jan Schüler. Berlin 2016, ISBN 978-3-931759-39-1.